# Ближневосточный театр военных действий Первой мировой войны
Ближневосточный театр военных действий Первой мировой войны — театр военных действий во время Первой мировой войны, где вели военные (боевые) действия между собой вооружённые силы Османской империи и держав Антанты, и непризнанных вооружённых организаций некоторых народов.
Военные действия здесь начались в ноябре 1914 года. Из-за географических и политических условий военные действия на Ближнем Востоке и в пограничных регионах, распадаются на несколько отдельных кампаний, операций и сражений, которые велись в целом независимо друг от друга. Из них важнейшими являются русско-османский (Кавказский) фронт в Восточной Анатолии, действия русских войск в Персии, Дарданелльская операция, действия британских войск на Аравийском полуострове, в районе Суэцкого канала, в Палестине, Сирии и Месопотамии.

## Перед войной

### Внешнеполитическая ситуация и внутреннее положение Османской империи
В августе 1914 года началась Первая мировая война между Антантой и Центральными державами. С первых дней войны обе воюющие коалиции пытались втянуть Османскую империю в войну на своей стороне. 
Исключительное географическое положение Османской империи и сложившаяся геополитическая ситуация делали её участие в войне фактически неизбежным. Черноморские проливы, через которые проходила половина всего российского экспорта и импорта, имели огромное значение для России, в непосредственной близости от османских границ находились Суэцкий канал, Британская Индия с её многочисленным мусульманским населением. на османской территории шло строительство Багдадской железной дороги, которая была призвана связать скоростным сухопутным путём богатые нефтью районы Месопотамии с Европой и потому имела стратегическое значение. В то же время руководство Антанты отдавало себе отчёт в том, что военный альянс с Турцией маловероятен, в первую очередь из-за позиции России, традиционного врага Турции, которая стремилась к тому, чтобы обеспечить себе беспрепятственный проход через проливы Босфор и Дарданеллы. В такой ситуации страны Антанты более всего устраивал сценарий долговременного дружественного нейтралитета Турции. Германской империи, однако, было выгодно скорейшее вступление Турции в конфликт на стороне Центральных держав. Военные действия на Ближнем Востоке должны были сковать значительные силы Антанты и снизить давление на европейском театре военных действий — главном для Центральных держав. Таким образом, участие Османской империи в войне на стороне той или иной коалиции имело бы важное значение для каждой из них.
Сама Османская империя, спустя пять лет после младотурецкой революции, в результате которой к власти пришла партия «Единение и прогресс», находилась в состоянии серьёзного экономического и внутриполитического кризиса. В государстве с 22-миллионным населением до 85 % было занято в сельском хозяйстве. В слаборазвитой промышленности и транспортной инфраструктуре господствовал иностранный капитал, при том что ни промышленность, ни транспортная система не были ориентированы на военные нужды. На всю империю функционировал один артиллерийский завод и единственная снарядно-патронная фабрика, а предприятия химической промышленности отсутствовали вовсе[а]. Общая протяжённость железнодорожных путей составляла лишь 5759 км, тогда как во Франции она достигала 51 000 км, а в Германии — 64 000 км. Да и те дороги, что имелись, были организованы таким образом, чтобы обеспечивать сообщение между городами — торговыми центрами империи, а не скорейшую мобилизацию и переброску войск к государственным границам. Дополнительным фактором, сковывавшим экономическую и политическую независимость страны, был капитуляционный режим — преференции, предоставляемые иностранным компаниям.
Череда недавних военных поражений в Балканских и Триполитанской войнах привела к большим территориальным потерям. Италия захватила Триполитанию, Киренаику и Додеканес, к Греции отошли острова Эгейского моря, Салоникская область и Крит, независимость обрело Болгарское царство, над Кипром утвердился британский контроль, а Египетский хедифат оставался в составе Османской империи лишь номинально. Пустая казна не могла прокормить собственную армию, в некоторых частях солдатам месяцами не платили жалование. На политической арене «царила приглушённая атмосфера заговоров». В совокупности вышеизложенное формировало в правительствах Антанты устойчивое мнение о низкой боеспособности османской армии, а правительство младотурок воспринималось как нечто временное и несерьёзное.
Непосредственно перед войной к власти в Турции пришла прогерманская группировка Энвера-паши. Прогерманской ориентации правительства способствовало то обстоятельство, что Германия не только выступала за территориальную целостность Турции, но и поддерживала её территориальные претензии[б].
Эти факторы явились причиной того, что 2 августа 1914 года в Константинополе Турция подписала договор о военном союзе с Германией.

### Турецкая армия
Одновременно с подписанием германо-турецкого договора в Турции была объявлена всеобщая мобилизация. Однако Турция ещё не была готова к участию в войне, поэтому 3 августа Турция объявила о своём нейтралитете.
Турецкая армия после поражений в Первой Балканской войне и Триполитанской войне находилась в тяжёлом состоянии. Армии не хватало самого необходимого — вооружения, боеприпасов, одежды, обуви. Турецкий флот не мог соперничать с русским флотом в Чёрном море.
Турецкая армия комплектовалась на основе воинской повинности, на службу призывались мужчины по достижении 20-летнего возраста. Всего в войсках в мирное время состояло 200 тыс. солдат и 8 тыс. офицеров, не считая специальных формирований. Запас и ополчение достигали 1 миллиона человек, из которых только треть была обучена. Турецкая пехота была вооружена 7,65-мм винтовкой Маузера образца 1890 и 1903 гг. с прицельной дальностью стрельбы до 2000 м. Кавалерия имела на вооружении карабины, револьверы, шашки, пики.
Армия Турции находилась под контролем германской военной миссии, во главе которой стоял генерал Лиман фон Сандерс[в]. Обучение турецкой армии производилось по немецкому образцу и по немецким уставам, германские офицеры занимали ключевые должности в турецком генштабе.
После начала войны и побед Антанты на Марне и в Галиции многие члены турецкого правительства высказались за отказ от участия в войне. Чтобы поддержать вступление Турции в войну, Германия предоставила Стамбулу заём. Это окончательно убедило турецкое правительство о вступлении в войну на стороне блока Центральных держав.

### Военные планы и развёртывание войск
По одобренному германским командованием плану Энвера-паши, турецкая армия должна вести войну на два фронта: на Кавказе против России, на Суэцком канале и в Египте против Англии.
По плану войны турецкая армия должна была сковать значительные силы русской армии на Кавказе и оттянуть на себя как можно больше войск с русско-германского фронта, а при удачных действиях австро-германцев планировалось высадить десант под Одессой. Также планировалось оборонять Стамбул и черноморские проливы, не допустить вторжения британских войск в Ирак, Сирию и Палестину, захватить Суэцкий канал, чтобы прервать сообщения Великобритании с её восточными колониями.
Турецкий план войны на Чёрном море имел чисто оборонительный характер, однако с прибытием германских крейсеров «Гебен» и «Бреслау» турецкое командование планировало набеги на русское побережье, потопление торговых судов и транспортов в море, постановку минных заграждений, оборону Босфора.
К началу военных действий Турция мобилизовала 40 пехотных дивизий действующих войск, 57 резервных дивизий, 40 полков регулярной и 24 полка иррегулярной конницы, всего около 780 тыс. человек, под командованием военного министра Энвер-паши.
В Малой Азии турецкое командование развернуло 1-ю, 2-ю и 5-ю армии для обороны черноморского побережья, проливов и Константинополя. 3-я армия сконцентрировалась на Кавказе для действий против русской армии, 4-я на побережье Средиземного моря для обороны Палестины и Сирии. Отдельные части развернулись в Месопотамии.
30 октября 1914 года турецкие корабли под командованием германского адмирала Сушона без объявления войны бомбардировали русские порты Севастополь, Феодосию, Новороссийск, Одессу. В ответ на это Россия объявила Турции войну. Одновременно с этим турецкие войска перешли государственную границу и вторглись на территорию Российской империи. 8 ноября турки начали вторжение на территорию Ирана, нарушив его нейтралитет, проникли в Иранский Азербайджан и овладели западной частью этой провинции.
5 ноября 1914 года войну Турции объявила Англия, а 6 ноября — Франция. Турция 12 ноября объявила «священную войну» (газават) Англии, Франции и России. Османская империя вступила в Первую мировую войну.

## Кампания 1914 года

### Кавказский фронт

#### Начало боевых действий
Главным фронтом Ближневосточного театра боевых действий являлся Кавказский фронт, где происходили ожесточённые сражения между русскими и турецкими войсками.
Для действий против России турецкое командование сосредоточило 3-ю армию под командованием Гасан-Изет-паши. Основные силы этой армии были сосредоточены в районе Эрзерума. 3-я армия должна была начать наступление против русских войск, разгромить их у Сарыкамыша, а затем наступать с целью захвата Ардагана и Батума. Также 3-й армии была поставлена задача не допустить проникновения русских войск на территорию Османской империи и при удобном случае нанести им контрудар.
Русские войска на Кавказе были сведены в Кавказскую армию под командованием генерала Воронцова-Дашкова. Русские войска имели задачу удержать дороги Баку — Владикавказ и Баку — Тифлис, оборонять важнейший промышленный центр — Баку и не допустить появления турецких сил на Кавказе. Поскольку основным фронтом для русской армии был русско-германский, Кавказская армия должна была активно обороняться на занятых приграничных горных рубежах.
В начале ноября на Кавказе завязались первые встречные сражения. В этих боях русским войскам уже к 7 ноября удалось захватить ряд населённых пунктов на территории Турции. Однако и турки большими силами начали наступление. Русские упорно сопротивлялись, однако под угрозой обхода правого фланга были вынуждены отступить. 14 ноября снова завязалось крупное сражение, в ходе которого русские вынудили турок с 19 ноября перейти к обороне. Затем русские войска 21 ноября перешли в общее наступление, нанесли турецким войскам тяжёлые потери и отбросили их. В ходе первых боёв на кавказском фронте турецкая армия потеряла 15 тыс. убитыми, ранеными и пленными. Русские войска потеряли 6 тыс. человек.

#### Сарыкамышская операция
После первых сражений Сарыкамышский отряд русской армии оказался выдвинутым далеко вперёд от основных русских сил. Этим решило воспользоваться турецкое командование, чтобы окружить и уничтожить основные силы русской Кавказской армии, которыми являлся Сарыкамышский отряд. Турки планировали действиями 11-го корпуса сковать русские войска, силами 9-го и 10-го корпусов обойти противника с фланга, захватить Сарыкамыш, отрезав путь отступления русским войскам.
Турецкие войска перешли в наступление 22 декабря 1914 года, они двигались по глубоко занесённым снегом горным тропам без должной разведки и связи. Часто турецкие части принимали друг друга за противника и вступали в бой. Однако всё же несмотря на тяжёлые потери, огромное число обмороженных, турецким войскам удалось выйти к Сарыкамышу, создав тяжёлое положение для русских войск.
В то же время для обороны Сарыкамыша, который имел важнейшее стратегическое значение, русское командование перебросило к городу дополнительные силы. В ходе ожесточённых боёв, несмотря на многочисленные атаки турок, русским войскам удалось удержать Сарыкамыш. 2 января измученные турецкие войска получили приказ на отход.
3 января 1915 года русские войска перешли в наступление у Сарыкамыша, окружили и захватили в плен остатки 9-го турецкого корпуса во главе с его командующим, командирами дивизий и штабами. 10-й корпус, используя ошибки русского командования, сумел отойти. Русские войска из-за потерь и утомлённости, остановили преследование. Сарыкамышская операция окончилась тяжёлым поражением 3-й турецкой армии. Турки потеряли 90 тыс. человек убитыми, ранеными и пленными (в том числе 30 тыс. человек замёрзшими), 60 орудий. Русская армия также понесла ощутимые потери — 20 тыс. убитыми и ранеными и более 6 тыс. обмороженными. Сарыкамышская операция имела важное значение. В результате её русская Кавказская армия перенесла военные действия на территорию Турции.

### Боевые действия на других фронтах
Помимо сражений на Кавказе, боевые действия в 1914 году развернулись также в других регионах Ближнего Востока. Главной целью англичан был захват Месопотамии, которая была богата нефтью. Турки имели здесь войска численностью всего лишь около 15 тыс. человек. Запасы нефти близ Персидского залива имели громадное значение для снабжения Британии. Поэтому ещё до вступления Турции в войну, британцы высадили пехотную бригаду в Месопотамии.
С началом войны на Ближнем Востоке 4 ноября британские войска при содействии флота высадились в Фао. Затем британские войска двинулись на север вдоль реки Шатт-эль-Араб и 21 ноября захватили Басру. После захвата этого важнейшего порта британские войска 9 декабря таким же путём захватили Эль-Кур у слияния рек Тигра и Евфрата.
Таким образом, к концу 1914 года англичане прочно укрепились в Персидском заливе и Нижней Месопотамии.
В Сирийско-Палестинском районе 4-я турецкая армия к 18 ноября 1914 года захватила весь Синайский полуостров и продолжила наступление с целью захвата важнейшего Суэцкого канала.

## Кампания 1915 года

### Кавказский фронт

#### Положение воюющих сторон
К началу кампании 1915 года русская Кавказская армия имела 111 батальонов, 212 сотен и 364 орудия; 3-я армия, восстановив свою боеспособность после разгрома под Сарыкамышем, имела в своём составе 167 батальонов, а также другие соединения.
В центре внимания воюющих сторон была борьба за фланги. Русская армия имела задачу вытеснить турок из района Батума. Турецкая армия, выполняя план германо-турецкого командования по развёртыванию «джихада» (священной войны мусульман против неверных), стремились вовлечь Персию и Афганистан в открытое выступление против России и Англии и наступлением на эриванском направлении добиться отторжения от России бакинского нефтеносного района.
В феврале-апреле 1915 года бои имели локальный характер. К концу марта русская армия очистила от турок южную Аджарию и всю Батумскую область. Русская Кавказская армия была строго лимитирована в снарядах[г]. Войска армии были ослаблены переброской на европейский театр части её сил[д].

#### Геноцид армян
Уже в первый период боевых действий турецкие власти приступили к выселению армянского населения в прифронтовой полосе. В Турции развернулась антиармянская пропаганда. Западных армян обвиняли в массовом дезертирстве из турецкой армии, в организации саботажа и восстаний в тылу турецких войск. Около 60 тыс. армян, призванных в турецкую армию в начале войны, были впоследствии разоружены, направлены на работы в тылу, а затем убиты. С апреля 1915 года, под видом депортации армян из прифронтовой полосы, турецкие власти начали фактическое уничтожение армянского населения. В ряде мест армянское население оказало туркам организованное вооружённое сопротивление. В частности, на подавление восстания в городе Ван была направлена турецкая дивизия, блокировавшая город.

#### Ванское и Алашкертское сражения
Чтобы помочь восставшим, 4-й Кавказский корпус русской армии перешёл в наступление. Турки отступили, русской армией были захвачены важные населённые пункты. Русские войска очистили от турок обширную территорию, продвинувшись на 100 км. Приход русских войск спас от неминуемой гибели тысячи армян.
После этого в июле турецкие войска перешли в решительное наступление и сумели потеснить русские войска. 9 июля 1915 года турки перешли в наступление с целью охватить с севера главные силы противника, прижать их в труднопроходимый и пустынный район севернее озёра Ван и уничтожить. Под этим настиском русские войска стали отходить, однако вскоре русское командование, сформировав резерв под командованием генерала Баратова, нанесло удар из района Даяр к долине реки Восточный Евфрат, чтобы перерезать пути отхода турецким войскам.
В дальнейших боях из-за ошибок русского командования турецким войска удалось избежать окружения и выйти из под удара. Войска Абдул Керим-паши избежали разгрома в Алашкертской операции и отошли на рубеж перевал Мергемир — Арджиши, где и закрепились.

#### Дальнейшие боевые действия
После Алашкертской операции русские войска пытались предпринять ещё ряд наступлений, однако из-за нехватки боеприпасов все атаки закончились безрезультатно.
К концу 1915 года русские войска за небольшим исключением сохранили за собой те районы, которые они отвоевали весной и летом этого года, однако из-за тяжёлой ситуации на Восточном фронте и нехватки боеприпасов, русскому командованию пришлось отказаться от активных действий на Кавказе в 1915 году. Фронт Кавказской армии сократился на 300 км.
Однако туркам также не удалось продвинуться вперёд и окружить русские войска в Алашкертской операции. Турецкое командование своих целей на Кавказе в 1915 году не добилось.

### Дарданелльская операция
Крупнейшей операцией на Ближнем Востоке в кампанию 1915 года была Дарданелльская операция, которая растянулась по времени почти на целый год (19 февраля 1915 — 9 января 1916).
Готовясь к кампании 1915 года, англо-французское командование обратилось к России с просьбой, чтобы русские войска усилили натиск и оттянули германские дивизии с Западного фронта. Русское командование согласилось при условии, что союзники проведут операцию у Дарданелл и оттянут на себя значительные силы турок с Кавказского фронта. Англичане и французы согласились на условия России и приступили к подготовке операции против Османской империи у пролива Дарданеллы. Одновременно с этим союзники заверили Россию, что согласны на присоединение к России Константинополя с прилегающими к нему берегами проливов.
По плану союзного командования, предусматривалось форсирование силами флота Дарданелл и удар по Константинополю. Планировалось последовательное разрушение турецких береговых фортов огнём корабельной артиллерии с предварительным очищением Дарданелл от мин. Союзники рассчитывали, что береговые батареи турок будут подавлены, а сухопутные войска отступят к Константинополю, поэтому использование крупных сухопутных сил англо-французы не планировали. Операция намечалась на 19 февраля, завершить её планировалось через месяц. Возглавил операцию британский вице-адмирал Карден.
Для проведения операции союзники выделили крупные военно-морские силы: 11 линейных кораблей, 1 линейный крейсер, 4 лёгких крейсера, 16 эскадренных миноносцев, 7 подводных лодок, 1 авиатранспорт с 6 гидросамолётами, 21 тральщик, 1 канонерскую лодку и большое число вспомогательных судов.
Узнав о намечающейся операции, турецкое командование спешно стало перебрасывать части 1-й и 2-й армий (около 200 тыс. человек) в зону проливов и приводить в боевую готовность береговые укрепления.
До начала операции турки выставили южнее узкости Дарданелл минное заграждение (334 мины), состоявшее из 9 линий. Оборону Дарданелл возглавляли германские генералы и офицеры.
| Панорама союзных кораблей                      |
| Панорама союзных кораблей в проливе Дарданеллы |

#### Начало операции
Операция началась утром 19 февраля, когда союзные силы (6 линкоров, 1 линейный крейсер) начали обстрел внешних фортов Дарданелл. Однако несмотря на то, что обстрел продолжался весь день, никаких существенных результатов союзникам он не принёс. У турок выведены временно из строя всего лишь два орудия. В последующие 5 дней союзный флот не возобновлял своих действий из-за штормовой и туманной погоды.
25 февраля союзники возобновили бомбардировку и им удалось подавить большое число береговых батарей, миноносцы англичан и французов начали траление входа в пролив, за ними двинулись 3 линейных корабля, чтобы обстрелять промежуточные батареи. Однако на их огонь ответили тяжёлые турецкие батареи и линкоры союзников были вынуждены отойти. В дальнейшем союзники пытались вести обстрел одиночными кораблями, а тралить мины в ночное время. Но и это не привело к цели.
В этих условиях союзное командование приняло решение прорвать оборону Дарданелл, всеми силами выделенными для операции. Генеральная атака Дарданелл назначалась на 18 марта. К этому времени союзники получили подкрепления, корбали были сведены в три дивизии, однако турки также усилили оборону Дарданелл, батареи получили новые орудия, турки поставили ещё одну линию минного заграждения, десятую по счёту.

#### Генеральная атака
В 10 часов 30 минут 18 марта флот под командованием адмирала де Робека (сменившего Кардена) вошёл в пролив, впереди шли тральщики. В 11 часов корабли первой дивизии открыли огонь по береговым батареям, однако попали под сильный огонь промежуточных батарей. В 12 часов 30 минут корабли третьей дивизии прошли сквозь строй первой дивизии и открыли огонь, тральщики приступили к тралению мин. В это время корабли третьей дивизии понесли потери. Линкор «Сюффрен» получил тяжёлые повреждения, корабли «Голуа» и «Буве» подорвались на минах, «Буве» вскоре затонул. Затем к обстрелу берегов подключились корабли второй дивизии. Однако корабль этой дивизии «Иррезистибл» подорвался на минах, а затем был потоплен огнём турецких батарей. Тяжёлые повреждения получили и другие корабли. Вскоре оставшиеся корабли продолжали обстреливать батареи, однако в 18 часов, союзное командование приняло решение прекратить атаку. При отходе, подорвался на мине и затонул линейный корабль «Ошен».
В итоге атака союзников провалилась, они понесли большие потери: 3 корабля были потоплены, 3 выведены из строя. Турки понесли незначительные потери (было подбито 8 орудий на береговых батареях). Генеральная атака Дарданелл полностью провалилась.

#### Дальнейшие боевые действия
Однако несмотря на провал союзное командование приняло решение продолжать операцию. По новому плану, на полуостров Галлиполи необходимо было высадить десант, чтобы пехотные подразделения захватили береговые батареи и флот смог прорваться к Константинополю. Для десантирования были предназначены английские, французские, австралийские и новозеландские подразделения численностью 81 тыс. человек. Высадка готовилась сразу в нескольких районах полуострова, планировалось высадить основной десант, вспомогательные и демонстративные. Однако турецкое командование также спешно перебрасывало дополнительные силы на полуостров, перевозя пехотные подразделения через пролив из Малой Азии.
25 апреля 1915 года, под прикрытием артиллерийского огня кораблей, союзники начали высадку десанта. Турецкие войска 5-й армии оказали ожесточённое сопротивление союзникам. Ожесточённые бои развернулись на полуострове Галиполли, все намеченные десанты союзникам высадить удалось. Однако за несколько дней боёв они потеряли 18 тыс. человек.
После закрепления на побережье союзники предприняли попытки перейти в наступление и расширить плацдармы, однако упорные бои, продолжавшиеся в мае, не принесли англичанам и французам результатов. За это время союзники также понесли большие потери в кораблях. После этих неудач произошли изменения в командование союзников, однако это не принесло результатов. Было принято решение не поддерживать операцию силами флота, которые были отправлены на базы.
В июле, чтобы добиться успеха и изменить ситуацию, союзное командование принимает решение высадить десант в бухте Сувла, где турки имели незначительные силы. 7 августа началось десантирование в бухте Сувла. Одновременно с этим австрало-новозеландские войска перешли в наступление у Габа-Тепе, к 8 августа союзники высадились в Сувле 10 тыс. человек. Однако 5-я турецкая армия, оборонявшая Галлиполи, также была укреплена, бои снова приняли ожесточённый характер. Безуспешные атаки союзников продолжались до декабря. После этих неудач союзное командование окончательно приняло решение эвакуировать все союзные войска из Галлиполи.
Эвакуация завершилась 9 января 1916 года, османские войска при эвакуации контингента Антанты не предпринимали активных действий, считая свою задачу выполненной.

#### Итоги Галлиполийской операции
Дарданелльская операция закончилась полным провалом. Обе стороны понесли значительные потери. Союзники потеряли около 140 тыс. человек убитыми, ранеными и пленными, при этом англичане потеряли 73 485 человек (это самые тяжёлые потери английской армии, понесённые ею в течение одной операции Первой мировой войны). Турецкая армия потеряла 186 тыс. человек убитыми, ранеными и пропавшими без вести.
Главными причинами провала операции была поспешность при подготовке и отсутствие взаимодействия между флотом и пехотными подразделениями.
По случаю успешной обороны Дарданелл в Османской империи началось ликование. В Константинополе были организованы пышные празднества. Султан Турции Мехмед V удостоился титула «Гази» («Непобедимый»). Германия тоже торжествовала — ей удалось предотвратить выход Турции из войны. При этом после удачной для Центральных держав операции, в войну на стороне Центрального блока вступила Болгария, 14 октября 1915 года объявив войну Антанте.

### Персидская кампания
С началом войны Персия провозгласила нейтралитет. Однако германо-турецкая дипломатия делала все попытки, чтобы втянуть Персию в войну на своей стороне. Германо-турецкие агенты в Персии проводили агитацию среди иранского народа против России и Англии. Осенью ситуация в Персии обострилась, командование Антанты приняло решение провести операцию против германо-турецких агентов в Персии.
Для проведения операции в Персии русское командование выделило кавалерийский корпус генерала Баратова (3 батальона, 39 сотен, 20 орудий), который был переправлен по морю из Баку в иранский город Энзели, откуда русские войска начали наступление. Русские войска, двигаясь быстрыми темпами, захватили два крупных города Кум и Хамадан, по пути уничтожая немецкие и турецкие диверсионные отряды, и вскоре вышли на подступы к Тегерану. Это энергичное наступление русских войск получило название Хамаданская операция, в ходе которой русские войска совместно с британскими подразделениями (действующими на границе с Афганистаном) смогли разгромить прогерманские отряды и предотвратили выступление Ирана на стороне Центральных держав.

### Боевые действия в Месопотамии и на Синайском полуострове
Желая как можно скорее захватить богатые нефтью районы Месопотамии, британское командование в 1915 году высадило десант под командованием генерала Никсона. Активные боевые действия развернулись в ноябре 1915 года, когда британские войска захватили Эль-Курну и двинулись вдоль рек Тигр и Евфрат с целью захвата Багдада. Однако продвижение войск шло крайне медленными темпами. Это позволило турецкому командованию подтянуть резервные войска в Месопотамию и создать группу армий «Ирак». 22 ноября эта группа армий нанесла мощный удар по британским войскам в битве при Ктесифоне, где британские войска понесли значительные потери и были вынуждены укрыться в Эль-Куте. Турецкие войска начали осаду крепости.
На Синайско-Палестинском фронте активные боевые действия начались ещё в феврале 1915 года. Захватив Синайский полуостров, турецкие войска численностью 20 тыс. человек продолжили наступление с целью захватить Суэцкий канал. Однако все попытки турецких войск прорвать оборону британских войск и захватить канал к успеху не привели. Одновременно с крушением планов по захвату Суэцкого канала, турки потеряли надежду проникнуть в Африку и поднять мусульманское население на борьбу против Антанты.

### Итоги кампании 1915 года
Кампания 1915 года была противоречивой для Турции. На Кавказе турецкие войска не смогли воспользоваться ослаблением русских войск (из-за тяжёлого положения русской армии на Восточном фронте) и не достигли поставленных задач. В Персии турецкие части также были разбиты и не смогли выполнить поставленную задачу втянуть Персию в войну на своей стороне. Также турецким войскам не удалось захватить Суэцкий канал. Несмотря на то, что туркам удалось успешно справиться с угрозой Константинополю в Дарданелльской операции, турецкие войска понесли тяжёлые потери.
Лишь в Месопотамии турецкие войска достигли успехов, остановив продвижение британских войск, нанеся им ряд чувствительных ударов и заставив перейти к обороне у Эль-Кута. Также в конце 1915 года после разгрома Сербии, Германии удалось установить прямую связь с Турцией, это значительно облегчило положение Османской империи, которая могла получать материальную помощь из Германии.

## Кампания 1916 года

### Кавказский фронт

#### Положение воюющих сторон
Турецкое командование не имело чётких планов войны на Кавказе в 1916 году. Освободившиеся войска после Дарданелльской операции, турецкое командование даже предлагало перебросить на Изонцо или в Галицию. 3-я турецкая армия имела в своём составе 121,5 батальона, 78 эскадронов и части курдского ополчения, всего — 80 226 солдат и офицеров, 150 орудий и 77 пулемётов.
Русское командование, опасаясь, что освободившиеся значительные силы турок будут переброшены на кавказский фронт, что осложнит ситуацию для русской армии, приняло решение до прибытия основных сил разгромить 3-ю турецкую армию. Русская армия на Кавказе к началу 1916 года имела 118 батальонов, 23 ополченческие дружины, 104,5 эскадрона и сотни, 338 орудий, 10 самолётов и 150 грузовых автомобилей.

#### Эрзурумская операция
Согласно плану русского командования, русские войска начали наступление 10 января 1916 года. После того, как русские войска взяли Кеприкейскую позицию и вышли в тыл туркам, турецкое командование во избежания окружения отдало приказ об отступлении. Турецкие войска укрылись в крепости Эрзурум, планируя её оборонять. Русское командование приняло решение штурмовать крепость.
Штурм начался 11 февраля, на следующий день русские захватили 2 важнейших форта. После этого русские войска вошли в Эрзурум. В ходе взятия крепости русские войска захватили 8 тыс. пленных, 315 орудий, 9 знамён и большое число различных запасов и трофеев. Из Эрзурума вырвались немногочисленные части 3-й армии, которые продолжили отступление.
Русские войска потеряли 17 тыс. человек убитыми, ранеными и обмороженными. Турецкая 3-я армия потеряла половину личного состава и всю артиллерию, что было равносильно разгрому.
Потеря важнейшей крепости Эрзурум, а также разгром 3-й армии потребовали от турецкого командования переброски сил из Ирака и Суэца на Кавказ для восстановления боеспособности армии.
Преследование отступавших турецких войск продолжалось, пока линия фронта не стабилизировалась в 70-100 км западнее Эрзурума.
5 апреля 1916 после ряда успешных боёв был взят важнейший порт Трапезунд. К лету 1916 года русскими войсками была освобождена большая часть Западной Армении.

#### Трапезундская операция
Помимо успешной Эрзурумской операции, русские войска взяли Ризе, одержали победу у Битлисса, овладели Эрзинджаном, корпус Баратова продолжал успешное наступление в Персии. Однако турецкая армия получала подкрепления и готовилась к активным действиям. Также русские войска при поддержке флота вели наступление на побережье Чёрного моря и начали операцию по овладению важнейшим турецким портом Трапезундом. Захват этого важнейшего города прервал связь 3-й турецкой армии со Константинополем по морю. 15 апреля Трабзон пал, русские войска захватили большое число трофеев.

#### Дальнейшие боевые действия
К лету 1916 года из зоны проливов на Кавказ было переброшено 10 пехотных дивизий (2-я армия). Эти силы были предназначены для проведения крупного контрнаступления, целью которого было отбить у русских войск Эрзурум.
Помимо главного наступления у Эрзурума, турецкое командование провело отвлекающее наступление у Трабзона, где турецким войскам удалось потеснить русские части, но 6 июня русские войска контрударом восстановили положение.
Главное наступление турок началось 22 июня, прорвав русский фронт и понеся большие потери, турки были вынуждены приостановить наступление. 4 июля турецкое наступление остановилось, а русские войска контрударами нанесли османским войскам новое поражение.
Несмотря на новое поражение, турецкое командование предприняло ещё одну попытку наступления. С трудом сдерживая превосходящего по численности противника, русские войска отошли. Однако русские войска наступательными действиями с 4 по 11 августа восстановили положение. После этого бои имели локальный характер. Некоторые позиции часто переходили из рук в руки. Активные боевые действия шли до 29 августа, когда в горах выпал снег и стороны прекратили наступательные действия.

### Месопотамский фронт
Тяжёлое положение англичан в Месопотамии вынудило русское командование предложить помощь и совместные действия в этом регионе англичанам. Однако британцы, считая Месопотамию зоной своих интересов и опасаясь проникновения России в регион, отказывалось от совместных действий с русскими частями.
Русское командование приказало корпусу генерала Баратова наступать в Месопотамии; в конце апреля русские заняли Ханекин, который находился в 150 километрах от Багдада. Однако русская помощь оказалась запоздалой.

Англичане делали многократные попытки деблокировать осаждённый Эль-Кут, однако все атаки были отбиты турецкими войсками. 29 апреля 1916 года британские войска, осаждённые в Эль-Куте, капитулировали. В турецкий плен попало около 12 тыс. британских солдат и офицеров вместе с командующим генералом Таусендом.
После капитуляции Эль-Кута освободившаяся 6-я турецкая армия была направлена для действий против русского корпуса генерала Баратова. Турецкая армия, имея численный перевес, заняла ряд населённых пунктов и вынудила русские войска к отступлению. 10 августа турки заняли Хамадан, где русским войскам удалось приостановить османское наступление. После падения Эль-Кута британское командование прекратило все боевые действия в Месопотамии. Британцы занимались реорганизацией своих сил и подготовкой к будущим сражениям.
Из-за нежелания англичан взаимодействовать с корпусом Баратова турки получили возможность действовать одновременно и против русских и против англичан.

### Синайский фронт
Долгое позиционное затишье в районе Суэца было использовано британцами для усиления обороны. Боевые действия ограничивались лишь редкими рейдами малочисленных отрядов. После завершения Дарданелльской операции турецкое командование приняло решение создать ударную группировку и провести наступление на Суэцкий канал с целью его окончательного захвата. С этой целью турки создали экспедиционный корпус под командованием германского офицера Фридриха Кресса, в него вошли 2 турецкие пехотные дивизии и австро-германский техническо-артиллерийский отряд. Британцы обороняли Суэц силами 3-х пехотных дивизий, частями АНЗАКа, кавалерийской бригады и силами флота. За время затишья англичане значительно укрепили свои оборонительные позиции.
Совершив сложнейший переход через Синайскую пустыню, к августу 1916 года турецкие войска достигли английских позиций. 4 августа завязались бои, однако англичане, проведя ряд контратак, отбросили турок. После этого, отразив турецкое наступление, британцы перешли в контрнаступление. Однако темпы продвижения союзных войск были крайне медленными. Лишь к декабрю 1916 года англичане заняли населённый пункт Эль-Ариш в 140 километрах восточнее Суэцкого канала.

### Итоги кампании 1916 года
На Кавказском фронте русские войска добились значительных результатов. Были заняты важнейшие населённые пункты: Эрзурум, Эрзинджан, важнейшие порты на Чёрном море: Ризе, Трабзон. Турецкие войска не выполнили задачи командования, 3-я армия была фактически дважды разгромлена, 2-я армия, переброшенная из Галлиполи, также понесла серьёзные потери. Турецкому командованию пришлось перебрасывать до 30 % всех резервов на Кавказ. Османская армия не смогла проникнуть на территорию России, более того, отступила вглубь своей территории.
Итоги кампании 1916 года на Кавказском фронте превзошли ожидания русского командования. Русские войска продвинулись вглубь Турции, овладев важнейшими и крупнейшими городами — Эрзерумом, Трапезундом, Ваном, Эрзинджаном и Битлисом. Кавказская армия выполнила свою основную задачу — защиту Закавказья от вторжения турок на огромном фронте, протяжённость которого к концу 1916 года превышала 1000 вёрст.
На Синайском фронте османские войска также потерпели неудачу, их наступление на Суэцкий канал полностью провалилось. Турецкое командование окончательно потеряло надежды овладеть важнейшим Суэцким каналом. Однако кампания 1916 года на Синайском фронте имела важное значение, поскольку турецкое наступление приковало большое число британских сил к Суэцу и не дало перебросить эти войска на Западный фронт.
Лишь в Месопотамии турки добились значительных успехов. У Эль-Кута была фактически разгромлена группировка британских войск, большое число англичан попало в плен. Кроме этого, турецкие войска потеснили русский корпус Баратова и имели возможность действовать с успехом одновременно против русских и британских войск. Это происходило из-за нежелания британцев действовать совместно с русскими и французами, считая Месопотамию зоной своих интересов — Британия не желала появления войск других держав в этом регионе. Такая позиция значительно осложняла ведение боевых действий русской армии, а также облегчала турецкому командования задачу борьбы на два фронта.
К лету 1916 года русскими войсками была освобождена большая часть Западной Армении.

## Кампания 1917 года

### Кавказский фронт
В начале 1917 года на Кавказе установилось позиционное затишье. На всем протяжении фронта от Чёрного моря до озёра Ван происходили лишь незначительные стычки. В русской армии начались эпидемии, из-за плохой погоды был затруднён подвоз продовольствия войскам, многие подразделения голодали. Только заболевшими, обмороженными и умершими от ран Кавказская армия потеряла до 100 тыс. человек.
В феврале 1917 года в России произошла революция, командующим на Кавказском фронте был назначен генерал Юденич. Однако, из-за трудностей со снабжением, эпидемий и революционных настроений солдат, никаких активных действий русская армия вести не могла. Лишь в Персии русские войска под командованием генерала Баратова провели наступление. Однако рост заболеваемости малярией и общее разложение армии заставили русское командование прекратить наступательные действия.
В течение 1917 года русская армия постепенно разлагалась, солдаты дезертировали, отправляясь по домам, и к концу года Кавказский фронт оказался развален полностью. В октябре 1917 года в России произошла ещё одна революция, к власти в стране пришли большевики, которые стремились к скорейшему прекращению войны.
18 декабря 1917 года между Советской Россией и Турцией было подписано Эрзинджанское перемирие, по его условиям боевые действия между русскими и турецкими войсками прекращались. Русские войска должны были оставить все занятые территории Османской империи. Боевые действия на Кавказском фронте были завершены, Россия вышла из войны. 30 января (12 февраля) 1918 года турецкие войска, воспользовавшиеся развалом фронта и нарушившие условия перемирия, начали крупномасштабное наступление. К середине марта турки фактически вернули контроль над всей Западной Арменией.
Всего русские боевые потери составили 22 тыс. убитыми, 71 тыс. ранеными, 6 тыс. пленными и до 20 тыс. обмороженными. Турки лишились 350 тыс. человек, из коих 100 тыс. пленными. Русскими потеряно в боях 8 орудий, взято — 650.

### Месопотамский фронт
Британцы под командованием Ф. С. Мода продолжали наступать в Месопотамии, захватив 24 апреля 1917 года Самарру, 29 сентября — Рамади и 5 ноября 1917 года — Тикрит. Уязвленное потерей Багдада, Османское Верховное Главнокомандование собиралось направить Йылдырымскую группу армий в Месопотамию, но тем не менее, Верховному Командованию Османской империи пришлось отложить захват Багдада из-за ухудшения ситуации на юге Палестины.
18 ноября 1917 года командир англо-индийских войск в Месопотамии Ф. С. Мод заболел холерой. Его сменил Уильям Рейн Маршалл. Британские войска продолжили наступать.

### Синайский фронт
В январе 1917 года с боя у Рафы началась Палестинская кампания.
Отброшенные с большими потерями в 1-й и 2-й битве за Газу, англичане успешно прорвали оборону 7 месяцев спустя в 3-й битве за Газу. Продвигаясь на широком фронте, Египетский экспедиционный корпус, находящийся под командованием Эдмунда Алленби, вступил с боями на окраины Иерусалима, покинутые турками 8-9 декабря.

## Кампания 1918 года

### Месопотамский фронт
В марте 1918 года англичане заняли Хит, через 8 недель — Киркук. В июне 1918 года командующего Османской армии в Месопотамии Халил-пашу сместил, прибывший из Персии, Али Исхан, продолжив отступление на север. К тому времени когда Мудросское перемирие вступило в силу, часть британских войск находилась в 10 километрах от Мосула.

### Палестинский фронт
Укрепившись на линии Яффа — Иудейские горы — река Иордан, османские войска в некоторых районах поддерживались немецкой пехотой и артиллерией и несколькими австро-венгерскими пушечными батареями. Но многим военачальникам Центральных держав, командовавших османскими армиями, было ясно, что следующее наступление британцев приведёт к массовым бедствиям. 
Когда британские войска генерала Алленби нанесли удар 19 сентября 1918 года, оборона 8-й османской армии в прибрежной зоне рухнула в течение первых 12 часов. Командующий османской армией, Джеват-паша, делал всё возможное, чтобы отразить удар, но в итоге он и личный состав его штаба были отправлены обратно в Стамбул. Развал 8-й османской армии скоро вынудил смежную 7-ю османскую армию во главе с Мустафой Кемаль-пашой сдерживать правый фланг. 30 сентября 1918 года турки покинули Дамаск. Войска Алленби, включая тысячи арабских повстанцев, достигли 24-25 октября Алеппо.

## Сноски и примечания

### Сноски
1. ↑ Если не считать нескольких нефтеперерабатывающих заводов[12].
2. ↑ Эти заверения были закреплены особым соглашением между Германией и Турцией, заключённым 6 августа 1914 г[51].
3. ↑ С начала войны Лиман фон Сандерс был назначен командующим 1-й армией, а германские офицеры направлены в войска на должности начальников штабов корпусов[52].
4. ↑ К началу кампании 1915 г. на артиллерийских складах имелся запас снарядов и патронов, исходя из нормы: 50 лёгких, 75 горных и 50 гаубичных снарядов на орудие, по 50 патронов на винтовку[53].
5. ↑Весной и летом 1915 г. с Кавказского фронта были сняты и переброшены: 5-й Кавказский корпус и одна (20-я) пехотная дивизия[54].